# Salicilaldeide deidrogenasi
La salicilaldeide deidrogenasi è un enzima appartenente alla classe delle ossidoreduttasi, che catalizza la seguente reazione:
salicilaldeide + NAD+ + H2O ⇄ salicilato + NADH + 2 H+
L'enzima è coinvolto nell via di degradazione del naftalene in alcuni batteri.